# Quand Sisyphe se révolte
Pour plus de détails, voir Fiche technique et Distribution.
Quand Sisyphe se révolte est un  documentaire français réalisé par Abraham Ségal, sorti en 2013.

## Synopsis
Enquête politique et historique sur la pensée d'Albert Camus et son apport à la compréhension des phénomènes sociaux du début du XXIe siècle.

## Fiche technique
- Titre : Quand Sisyphe se révolte
- Réalisation : Abraham Ségal
- Montage : Dominique Barbier
- Photographie : Diane Baratier, Arlette Girardot
- Musique : Jacques Rémus
- Directeur de post-production : Robin Gaussé
- Société de production : Films en Quête
- Pays d'origine :  France
- Langue originale : français
- Format : couleur - 1.78 : 1
- Genre : documentaire
- Durée : 90 minutes
- Date de sortie  : 
  -  France : 20 novembre 2013

## Distribution
- Marion Richez : L'enquêtrice
- Catherine Camus : elle-même
- Robert Badinter : lui-même
- Edgar Morin : lui-même
- Boualem Sansal : lui-même
- Jacques Ferrandez : lui-même
- Roger Grenier : lui-même
- Agnès Spiquel : elle-même
- Sophie Bessis : elle-même
- Chrístos Yannarás : lui-même